# Hubbell Trading Post National Historic Site
Hubbell Trading Post National Historic Site ist ein historischer Handelsposten am Rande der Ortschaft Ganado im US-Bundesstaat Arizona. Die Station wurde im Jahr 1876 von John Lorenzo Hubbell gegründet und gehörte zu den wichtigsten Einrichtungen des Handels mit den Indianern der Region, vorwiegend vom Volk der Navajo aber auch der Hopi und Zuni. Sie ist bis heute in Betrieb und dient als einer der wichtigsten Handelsplätze für Kunst und Kunsthandwerk der Navajo und zur Nahversorgung der Bewohner des Ortes.

## Gebäude
Der Trading Post besteht aus einem Hauptgebäude aus Adobe und einigen Steinwänden, in dem unter einem Dach die Wohnräume des Händlers und seiner Familie, der Verkaufsraum, Lagerräume und ein Anbau an die Lagerräume liegen. Nebengebäude sind eine Scheune, ein Hühnerstall, Backofen und einige moderne Gebäude wie die Wohngebäude der Park-Angestellten und ein Besucherzentrum.
Außerdem stehen auf dem Gelände mehrere Hogans, Rundbauten der Navajo aus Holz mit Erddach in traditioneller Architektur.
Das Gebäude wurde am 12. Dezember 1960 als National Historic Landmark anerkannt und 1965 vom National Park Service übernommen und als National Historic Site ausgewiesen. Damit verbunden war am 15. Oktober 1966 die Aufnahme in das National Register of Historic Places. Der damalige Direktor des NPS, George Hartzog, legte großen Wert darauf, dass der Handelsposten auch als National Historic Site im Geschäft bleiben solle. Die Aufgabe der Gedenkstätte ist es das Gebäude und die Sammlung zu schützen und zu bewahren, aber auch – und das ist einmalig im National Park Service – den Betrieb eines Handelsposten fortzuführen so lange wie möglich, als Beispiel und zur Anschauung dieses Geschäfts. Hubbel Trading Post ist der einzige US-Handelsposten im öffentlichen Eigentum und, obwohl er teilweise museale Qualität hat, ist er nicht stillgelegt. Es handelt sich um den einzigen National Historic Site, der sich entwickeln soll, ein Unternehmen, das sich wandeln wird wie die Navajo sich wandeln.
Neben einem kleinen Museum über die Geschichte des Trading Posts und des Indianerhandels wird auch heute noch Kunsthandwerk der lokalen Navajo angeboten, vor allem Webteppiche. Daneben auch Flechtwaren und Keramik, sowie Silber-Schmuck der Navaho, Hopi und Zuni. Andererseits kaufen Navajo und Touristen im Handelsposten Lebensmittel und Waren des täglichen Bedarfs. Der Handel wird im Auftrag der non-profit Southwest Parks and Monuments Association betrieben. Im Besucherzentrum kann man indianischen Kunsthandwerkern bei der Arbeit an Teppichen und Silberschmuck zusehen.

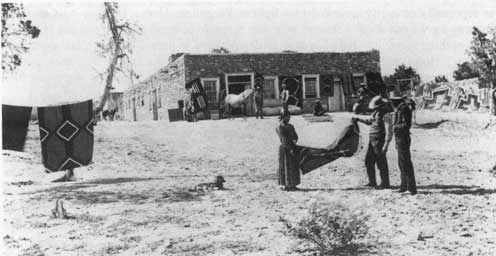
Hubbell Trading Post in den 1890er Jahren
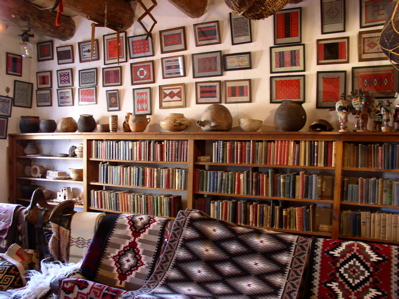
Teppiche im Verkaufsraum
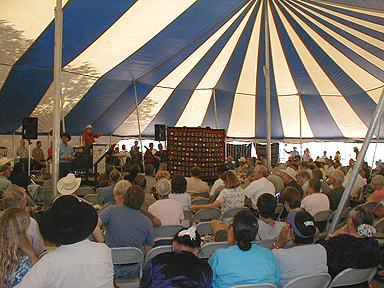
Jährliche Kunstauktion
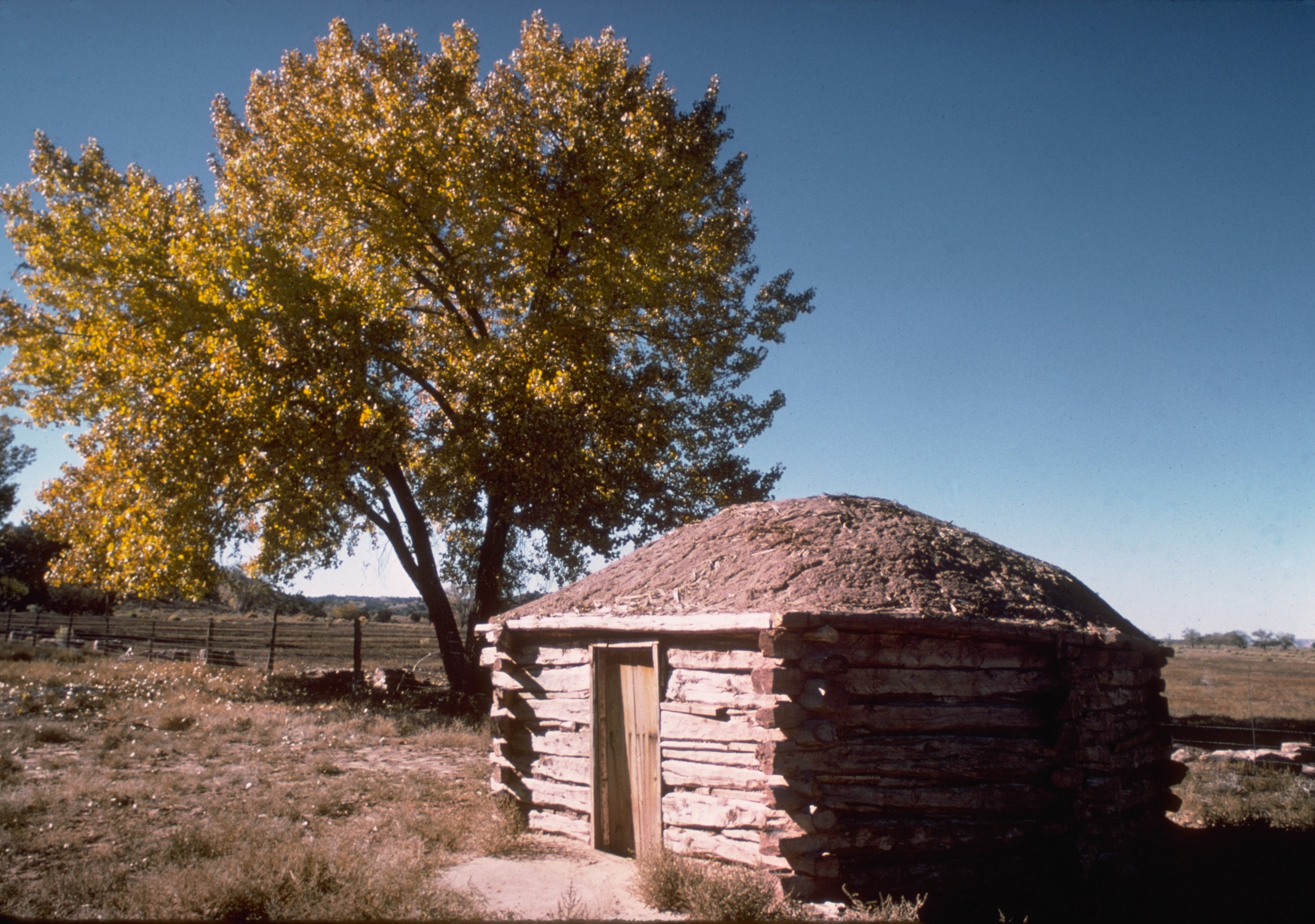
Traditioneller Hogan auf dem Gelände